# Teixidor de Bannerman
El teixidor de Bannerman (Ploceus bannermani) és un ocell de la família dels ploceids (Ploceidae).

## Hàbitat i distribució
Habita boscos de les muntanyes del sud-est de Nigèria i Camerun.